# Work that body
Work that body is een single van Diana Ross uit 1982. Het nummer heeft veel weg van een nummer dat gedraaid kan worden bij een work-out. De beoefenaar kan daarbij kiezen uit een versie van ruim 4 minuten of een versie van meer dan 8 minuten

## Hitnotering

### Nederlandse Top 40
| Positie: | 35 | 28 | 19 | 17 | 16 | 30 | 38 | uit |

### NederlandseMega top 50
| Positie: | 45 | 24 | 30 | 25 | 19 | 21 | 15 | 43 | 38 | uit |

### BelgischeBRT Top 30
| Positie: | 22 | 18 | 20 | 24 | - | 21 | 12 | uit |

### VlaamseUltratop 30
| Positie: | 30 | 19 | 22 | 27 | 32 | 33 | 36 | uit |

## Dutch Divas
Work that body is tevens de debuutsingle van Dutch Divas. Het is afkomstig van hun debuutalbum Dutch divas, waarop uitsluitend covers staan. Marga Bult, Maggie MacNeal en Sandra Reemer vormden als drie deelneemsters aan meerdere Eurovisiesongfestival de Dutch Divas destijds. Reemer stapte in 2005. Work that body werd geen hit voor de Dutch Divas.
Sandra Reemer

Al di là · Stille nacht, heilige nacht · 'k Zweef aan m'n ballonnetje · Gloria, gloria · Sluimer zacht · Singapura · Hoe leit dit kindeke · Mijn gitaar · Kopi susu · Als jij maar wacht · Een bos rozen · Heimwee · Mijn concert · Teddy song · Jij vergeet · Since you have gone · (I've got) A love like a rainbow · Simon Zealotes · Love me, honey · The party's over · Trust in me · This is your heartbeat · How little we know · Colorado · Nothing's gonna change · It hurts to be in love · America here I come · Indonesia · Get it on · Rien ne va plus · Fly like an angel · Gold · All out of love · Sleep with me tonight · Laughter in the rain · Goodnight, sweetheart, goodnight · Smoke gets in your eyes · La colegiala · For your love · He was the one · Love is cruel · Domenica · The last goodbye · Mensen zoals jij · Kom naar me toe · Alles wat ik wil · Een boom voor het leven · De mooiste droom is vogelvrij
Sandra en Andres

Storybook children · Somethin' in my heart · For the first time in my life · Reach for the moon · Let us pray together · Love is all around · Those words · Que je t'aime · Mary Madonna · Als het om de liefde gaat · Mama mia · Auntie · Aime-moi · Dzjing boem! · True love · You believed · Oh, nous sommes très amoureux
Dutch Divas

Work that body · From New York to L.A.